# Lebel-sur-Quévillon
Lebel-sur-Quévillon ist eine Kleinstadt (Ville) im zentralen Westen der kanadischen Provinz Québec. Sie liegt im Süden der Verwaltungsteilregion Jamésie in der Verwaltungsregion Nord-du-Québec. Die Kleinstadt liegt 87 km nördlich von Senneterre am See Lac Quévillon.

## Geschichte
Die Kleinstadt wurde 1965 gegründet, nachdem in der Umgebung Bodenschätze entdeckt worden waren. Während der Waldbrandsaison 2023 musste die Gemeinde zweimal evakuiert werden. Die Brände bedrohten auch den größten Arbeitgeber der Gemeinde, die südöstlich gelegene Papierfabrik des kanadischen Unternehmens Chantiers Chibougamau.

## Demographie
Der Zensus im Jahr 2021 ergab für die Gemeinde eine Bevölkerung von 2091 Einwohnern, nachdem der Zensus im Jahr 2016 für die Gemeinde noch eine Bevölkerung von 2187 Einwohnern ergeben hatte. Die Bevölkerung hat damit im Vergleich zum letzten Zensus im Jahr 2016 entgegen dem Trend in der Provinz um 4,4 % abgenommen, während der Provinzdurchschnitt bei einer Bevölkerungszunahme von 4,1 % lag. Im letzten Zensuszeitraum von 2011 bis 2016 hatte die Bevölkerung noch unterdurchschnittlich um 1,3 % zugenommen, bei einer durchschnittlichen Bevölkerungszunahme von 3,2 % in der Provinz.
Im Rahmen des „Census 2021“ wurde für die Gemeinde ein Medianalter von 48,0 Jahren ermittelt. Das Medianalter der Provinz lag 2021 dagegen bei nur 43,2 Jahren. Das örtliche Durchschnittsalter lag bei 44,2 Jahren, bzw. bei 42,8 Jahren in der Provinz. Beim „Census 2016“ wurde für die Gemeinde noch ein Medianalter von 45,4 Jahren ermittelt und für die Provinz von 42,5 Jahren bzw. ein örtliches Durchschnittsalter von 42,0 Jahren sowie in der Provinz von 41,9 Jahren.

## Verkehr
Die Route 113 verbindet den Ort mit dem südlich gelegenen Senneterre und dem nordöstlich gelegenen Chapais. Ein örtlicher Regionalflughafen, der Flughafen Lebel-sur-Quévillon (IATA-Code: YLS, ICAO-Code: –, TC-LID: CSH4), liegt etwas mehr als 5 km südwestlich der Gemeinde.